# Миниола (Флорида)
Миниола (енгл. Minneola) град је у америчкој савезној држави Флорида. По попису становништва из 2010. у њему је живело 9.403 становника.

## Демографија
Према попису становништва из 2010. у граду је живело 9.403 становника, што је 3.968 (73,0%) становника више него 2000. године.
| Група             | 2000.         | 2010.         |
| Белци             | 4.434 (81,6%) | 5.944 (63,2%) |
| Афроамериканци    | 275 (5,1%)    | 1.061 (11,3%) |
| Азијати           | 72 (1,3%)     | 231 (2,5%)    |
| Хиспаноамериканци | 594 (10,9%)   | 1.908 (20,3%) |
| Укупно            | 5.435         | 9.403         |